# Nathalie Hoff Persson
Anna Nathalie Hoff Persson, född 18 april 1997, är en svensk fotbollsspelare som spelar för Malmö FF.

## Karriär
Hoff Perssons moderklubb är Vellinge IF. Hon skrev kontrakt med FC Rosengård 2012 och debuterade 2014 som 16-åring i A-laget. Samma år var Hoff Persson med och tog SM-guld och stod för två målgivande pass i den avgörande matchen.
I december 2015 gick Hoff Persson till Kopparbergs/Göteborg FC. I september 2018 gick hon till portugisiska Sporting Lissabon. I december 2018 återvände Hoff Persson till Sverige för spel i Limhamn Bunkeflo.
I december 2019 värvades Hoff Persson av KIF Örebro. I november 2023 skrev hon på för Malmö FF.